# Brice Mackaya
Brice Mackaya   (Província de Nyanga, 23 de juliol de 1968) és un exfutbolista del Gabon de la dècada de 1990.
Fou internacional amb la selecció de futbol del Gabon.
Pel que fa a clubs, destacà a Hongria, a Vasas i Vác.